# Martinus Jacobs
Martinus Jacobs (1923 - ) was een Nederlandse nazioorlogsmisdadiger. In 1949 werd hij veroordeeld tot 12 jaren gevangenisstraf wegens plunderingen in de omgeving van Boxmeer en Afferden tijdens de Tweede Wereldoorlog. Hij werd te werk gesteld in de mijnen in Eygelshoven. Na anderhalf jaar ontsnapte hij hier en vluchtte hij met zijn vrouw en kinderen naar het plaatsje Goch in Duitsland. Hij oefende daar het beroep van antiekhandelaar uit.
Op 19 oktober 1981 werd hij aangehouden bij de Nederlands-Duitse grensovergang Siebengewald nadat bleek dat hij regelmatig voor zakenreizen naar Nederland kwam. Nadat hij was opgepakt, werd beslist dat hij zijn resterende gevangenisstraf in Nederland moest uitzitten.
Op 2 april 1982 verleende toenmalig koningin Beatrix hem gratie.. Hiertegen was veel protest door onder andere oud-verzetsstrijders. Cabaretier Wim Kan weigerde na de vrijlating van Jacobs een koninklijke onderscheiding.